# Стенунгсунд (коммуна)
Стенунгсунд (швед. Stenungsunds kommun) — коммуна в Швеции в лене Вестра-Гёталанд (Бохуслен). Административный центр — Стенунгсунд.
Площадь коммуны — 254 км², население — 24 868 жителей (2013). Расположена вдоль пролива Хаке-фьорд, отделяющего её от островов Уруст и Чёрн. По территории коммуны проходит европейский маршрут E6 и Бохусленская железная дорога.
С начала 1960-х годов коммуна Стенунгсунд превратилась в центр промышленного производства. Промышленные предприятия в значительной мере сконцентрированы в городе Стенунгсунде. Доминирующей отраслью является нефтехимическая промышленность. Немаловажную роль в экономике коммуны играет также и туризм.

## Наиболее крупные населённые пункты
- Йёрланда
- Свартехаллен
- Свенсхёген
- Старрчерр
- Стенунгсунд
- Странднорум
- Стура-Хёга
- Укклум
- Эдсмо